# Corethrella striata
Corethrella striata är en tvåvingeart som beskrevs av Lane 1942. Corethrella striata ingår i släktet Corethrella och familjen Corethrellidae. Inga underarter finns listade i Catalogue of Life.